# 14 Shades of Grey
14 Shades of Grey é o quarto álbum de estúdio da banda Staind, lançado em 2003.
Este disco está virado para uma nova sonoridade escolhida pela banda, sendo um álbum mais rock do que metal; a raiva e ódio dos álbuns anteriores praticamente não existem. A faixa "Layne" é um tributo a Layne Staley, antigo vocalista da banda Alice in Chains. A faixa "Zoe Jane" é igualmente um tributo à primeira filha de Aaron Lewis.

## Faixas
Todas as faixas deste disco foram escritas por Aaron Lewis e compostas por Staind.
| N.º            | Título          | Duração |  |
| 1.             | "Price to Play" | 3:35    |  |
| 2.             | "How About You" | 3:57    |  |
| 3.             | "So Far Away"   | 4:04    |  |
| 4.             | "Yesterday"     | 3:46    |  |
| 5.             | "Fray"          | 5:04    |  |
| 6.             | "Zoe Jane"      | 4:36    |  |
| 7.             | "Fill Me Up"    | 4:24    |  |
| 8.             | "Layne"         | 4:25    |  |
| 9.             | "Falling Down"  | 3:55    |  |
| 10.            | "Reality"       | 4:37    |  |
| 11.            | "Tonight"       | 4:24    |  |
| 12.            | "Could It Be"   | 4:43    |  |
| 13.            | "Blow Away"     | 6:14    |  |
| 14.            | "Intro"         | 4:28    |  |
| Duração total: | Duração total:  | 62:32   |  |

| Críticas profissionais                                                      | Críticas profissionais |
| Avaliações da crítica                                                       | Avaliações da crítica  |
| Fonte                                                                       | Avaliação              |
| --------------------------------------------------------------------------- | ---------------------- |
| allmusic                                                                    | [ 2 ]                  |
| E! Online                                                                   | (B)                    |
| Rolling Stone                                                               | [ 4 ]                  |
| Esta tabela precisa de ser acompanhada por texto em prosa. Consulte o guia. |                        |

## Paradas
| Ano  | Parada        | Posição |
| ---- | ------------- | ------- |
| 2003 | Billboard 200 | 1       |